# قلب آمریکایی
«قلب آمریکایی» (انگلیسی: American Heart) دومین آلبوم استودیویی بنسون بون، خواننده و ترانه‌پرداز آمریکایی است که در ۲۰ ژوئن ۲۰۲۵ از طریق نایت استریت و وارنر رکوردز منتشر شد. پیش از انتشار این آلبوم، تک‌آهنگ‌های «متأسفم برای شخص دیگری اینجام»، «جادویی اسرارآمیز» و «آهنگ مامان» منتشر شدند. برای پشتیبانی از این آلبوم، بون قرار است تور کنسرتی با عنوان تور قلب آمریکایی را از اوت ۲۰۲۵ آغاز کند.

## پیش‌زمینه و تبلیغات
در ۱۱ مارس ۲۰۲۵، رولینگ استون گزارش داد که بنسون بون در حال اتمام مراحل پایانی آلبوم جدید خود با عنوان موقت قلب آمریکایی است. او اعتراف کرد که آماده است تا از بزرگ‌ترین ترانهٔ خود یعنی «چیزهای زیبا» (۲۰۲۴) عبور کند و می‌خواهد ثابت کند که چیزهای بیشتری برای ارائه دارد. بون گفت که «تا به حال هرگز اینقدر به یک مجموعه آثار ایمان نداشته است». این آلبوم در طول ۱۷ روز، با همکاری جک لافرانتس نوشته شد. منبع الهام این آلبوم موسیقی بروس اسپرینگستین و سبک آمریکانا بوده و بون قصد داشته فضایی «کمی نوستالژیک‌تر» در آن ایجاد کند. در ۱۱ آوریل، بون در جریان اجرای خود در جشنواره کوچلا ۲۰۲۵، به‌طور رسمی این آلبوم را معرفی کرد و قطعه‌ای با عنوان «قلب آمریکایی جوان» را اجرا کرد. در همان شب، او جلد آلبوم را نیز منتشر کرد که در آن، در مقابل یک پرچم آمریکا ایستاده است.